# Kandaru (Thaa-atol)
Kandaru is een van de onbewoonde eilanden van het Thaa-atol behorende tot de Maldiven.